# ريزاريون (تريكالا)
ريزاريون (Ριζαρειόν) هي مدينة في تريكالا في مقاطعة فوريا إلادا في اليونان.